# Horní a Dolní obděnický rybník
Horní a Dolní obděnický rybník este o arie protejată (arie specială de conservare — SAC, sit de importanță comunitară — SCI) din Republica Cehă întinsă pe o suprafață de 31,62 ha, integral pe uscat.

## Localizare
Centrul sitului Horní a Dolní obděnický rybník este situat la coordonatele 49°33′32″N 14°21′58″E / 49.558889°N 14.366111°E.

## Înființare
Situl Horní a Dolní obděnický rybník a fost declarat sit de importanță comunitară în aprilie 2005 pentru a proteja 1 specie de animale. Situl a fost protejat și ca arie specială de conservare în martie 2014.

## Biodiversitate
Situată în ecoregiunea continentală, aria protejată nu include niciun habitat protejat.
La baza desemnării sitului se află o specie protejată de  amfibieni: buhai de baltă cu burta roșie (Bombina bombina).